# علیو
علیو (به اسپانیایی: Alió) یک منطقهٔ مسکونی در اسپانیا است که در آلت کمپ واقع شده‌است. علیو ۷٫۲ کیلومتر مربع مساحت دارد.